# Soslan Andiev
Soslan Petrovič Andiev (in russo Сослан Петрович Андиев?; Vladikavkaz, 21 aprile 1952 – Mosca, 22 novembre 2018) è stato un lottatore sovietico, specialista della lotta libera, pesi supermassimi, originario dell'Ossezia.

## Biografia
Fu due volte campione olimpico, a Montreal 1976 e a Mosca 1980, campione del mondo nel 1973, 1975, 1977 e 1978, campione europeo nel 1974, 1975 e 1982 e campione sovietico nel 1973-78 e 1980. Vinse la Coppa del Mondo nel 1976 e nel 1981, ma non poté partecipare alle Olimpiadi di Los Angeles del 1984 a causa del loro boicottaggio da parte dell'allora Unione Sovietica e si ritirò dall'attività agonistica nello stesso anno. In seguito, lavorò come allenatore nazionale di lotta libera, ma nel 1989 tornò nella sua natia Ossezia per diventare Ministro dello sport. Nel periodo fra il 1990 e il 1998, fu vicepresidente del Comitato Olimpico russo.
Nel 2006 venne inserito nella FILA Wrestling Hall of Fame.
Andiev aveva una sorella, Svetlana e due fratelli, Genady e Sergey; entrambi i fratelli erano in testa alle graduatorie di lottatori di pesi massimi sovietici. La loro madre era russa e il padre era osseto. Il padre era alto 2,18, pesava 136 kg ed era un campione regionale di lotta; morì quando Soslan aveva otto anni. Genady, a 18 anni, era il fratello maggiore all'epoca; divenne capo della famiglia e in seguito allenò Soslan. Quattro anni dopo, nel 1964, portò Soslan al club di lotta, per continuare la tradizione di famiglia. Nel 1971 Genady, Sergey e Soslan arrivarono rispettivamente primo, secondo e terzo, ai campionati russi.
Nel 1974 Andiyev si laureò presso l'Università di agraria di Vladikavkaz e iniziò a lavorare su un dottorato di ricerca, ma presto dovette abbandonarlo a favore della lotta libera. Tra il 1975 e il 1989 lavorò come istruttore sportivo presso la polizia osseta, che gli permise di allenarsi e gareggiare. Dopo essersi ritirato dalle competizioni, tra il 1985 e il 1989 lavorò anche come allenatore nazionale di lotta. Andiyev era sposato e aveva tre figlie, Zarina (nata nel 1978), Mariya (nata nel 1980) e Lina (nata nel 1985) ed un figlio Georgy (nato nel 1992).